# Cobla Barcelona - Albert Martí
La Cobla Barcelona - Albert Martí va ser una cobla fundada el 1929; el 1942, amb el nom Cobla Albert Martí, reemprengué l'activitat interrompuda per la guerra civil i es mantingué activa fins al 1948, poc després de la mort del fundador i referent de la cobla, el gran tenorista Albert Martí (1883-1947).
La "Cobla Barcelona - Albert Martí" tingué el seu origen en una escissió de la Cobla Barcelona, una de les cobles més famoses de la seva època, i sorgí per diferències entre el primer tenora Albert Martí -amb alguns altres músics-, amb la resta de la cobla dirigida pel també excel·lent músic, i compositor, Joaquim Serra. El pinyol de la disputa, a banda de motius personals (imputables al fort caràcter d'en Martí) o econòmics (en Martí cobrava més que la resta de músics), també eren consideracions d'ordre més quotidià, perquè els músics escindits compaginaven malament les activitats pròpies de la cobla amb llurs feines a la Banda Municipal de Barcelona i a l'Orquestra Pau Casals. Amb l'Albert, de la Cobla Barcelona marxaren el 1928 el flabiolaire Narcís Cla, el trompetista Antoni Frigola i Vives i el fiscornaire Ramon Mayans i Roca (els primers, de les comarques gironines, i el darrer d'Olesa de Montserrat). Fundaren, aleshores, una cobla competidora emprant també la denominació Cobla Barcelona que, per raons legals (Josep Serra, pare d'en Joaquim Serra, havia registrat el nom "Cobla Barcelona" al Registre de la Propietat Industrial) i pràctiques, deixaren en "Cobla Barcelona - Albert Martí".
La nova cobla debutà el 17 de gener del 1929, i la integraven Narcís Cla (flabiol); Joan Puig i Deulofeu "Joan de Pals", i Jacint Hereu i Sallés "Cinto" (tibles); Albert Martí i Pere Forment (tenores); Enric Martí i Antoni Frigola (trompetes); Josep Boldú i Farreny (trombó); Ramon Mayans, i Josep Torres i Font (fiscorns); i Antoni Rossell (contrabaix). Durant la guerra civil, la cobla fou col·lectivitzada i acompanyà al front de Madrid l'expedició que el Comissariat de Propaganda de Jaume Miravitlles organitzà per donar ànims als combatents; en aquesta feta, la cobla rebé càlids elogis del general Miaja i del poeta Rafael Alberti. La cobla es mantingué fins al 18 d'abril del 1937, quan el curs de la guerra en comportà la dissolució.
L'Albert Martí formà un nou conjunt el 1943, ara amb nom de "Cobla Albert Martí", que no tingué la popularitat que havia tingut abans de la guerra, possiblement a causa d'un cert declivi físic de l'Albert. A la temporada 1944-1945, amb Martí de primer tenora i representant, i Josep Gravalosa de director, la cobla actuà al Gran Teatre del Liceu a l'acte II de la sarsuela Marina precedint un concert de bel canto amb Fidela Campiña, Mercè Capsir, Pau Civil, Raimon Torres i Victòria dels Àngels; la cobla rememorava així una interpretació que el 1938 ja hi havia fet en una altra representació de la mateixa obra. Després de morir Martí el 1947, prengué el relleu Arcadi Margarit fent de primer tenora i director; al poc (1948), la cobla es va desfer.
Al llarg dels anys, diversos altres músics tocaren a la formació, com Miquel Felip, Josep Maria Ferrer (tible, s'hi incorporà el 1930), Pere Grau, Narcís Paulís (flabiol, hi entrà el 1930), Vicenç Pericàs, Pere Aragonès i Ramió, Salvador Corominas, Francesc Felip i Girona, Joan i Arseni Jordà i Puig, Vicenç Jordà i Ribes, Josep Jubert i Escapa, Joaquim Morales, Pere Rovira i Santamaria, i Màrius Simon i Monné (contrabaixista incorporat el 1930); als anys quaranta s'hi van incorporar Agustí Cohí, Pere Girbés, i Ricard Balcells i Boloix.
Enregistraments discogràfics
En el decurs de la seva existència, entre les dues denominacions de la cobla es van enregistrar una setantena de sardanes diferents en el format -aleshores l'únic existent- del "disc de pedra", per a les discogràfiques Columbia, Regal (filial espanyola de Columbia), Odeon, Polydor i La Voz de su Amo (amb una reedició al segell matriu, His Master's Voice). D'aquests enregistraments, hom n'ha datat 2 del 1929, 28 del 1930, 4 del 1932, tots per la "cobla Barcelona - Albert Martí"; i ja amb el nom de "Cobla Albert Martí", 12 del 1945 i 16 del 1947.

Cançoner
El 1948, la col·lecció "Sardanes i cançons" va dedicar un volum a la cobla, amb les lletres de peces que interpretava. Portava una introducció de Domènec Juncadella amb unes línies biogràfiques sobre l'Albert Martí.